# كاس إدواردز
كاس إدواردز (بالإنجليزية: Cass Edwards)‏ هو صحفي بريطاني، ولد في القرن العشرين.